# Vamos a la playa (canção de Righeira)
"Vamos a la playa" é uma canção da dupla italiana Italo disco Righeira, lançada em 1983 como o terceiro single de seu álbum de estreia, Righeira (1983). Foi escrito por Johnson Righeira. A música foi o único sucesso da dupla no Reino Unido, chegando ao número 53 no UK Singles Chart. O single também foi número um na Itália, bem como no Schweizer Hitparade. No Dutch Top 40, chegou ao número dois, e na Offizielle Deutsche Charts chegou ao número 3.
Apesar de seu tema praia ostensivamente inócuo, a música realmente fala sobre a explosão de uma bomba atômica.